# Фаньяно-Олона
Фаньяно-Олона (итал. Fagnano Olona) — коммуна в Италии, располагается в провинции Варесе области Ломбардия.
Население составляет 10 739 человек (на 2004 г.), плотность населения составляет 1302 чел./км². Занимает площадь 8,63 км². Почтовый индекс — 21054. Телефонный код — 0331.
Покровителем коммуны почитается святой Гауденций из Новары, празднование 22 января.
.